# Wolfgang Rihm
Wolfgang Rihm (Karlsruhe, Alemania, 13 de marzo de 1952-Ettlingen, Baden-Wurtemberg, 27 de julio de 2024), fue un compositor alemán.

## Biografía
Finalizó su formación y estudios de teoría musical y composición en 1972, dos años antes de que el estreno de su primer trabajo Morphonie en el Festival de Donaueschingen de 1974 en donde diera un impulso a su carrera como figura prominente de la nueva escena musical europea. La obra temprana de Rihm, que combina técnicas compositivas contemporáneas con la volatilidad emocional de Mahler y del periodo expresionista de Schoenberg, fue considerada por muchos como una rebelión contra la generación vanguardista de Boulez, Stockhausen y otros, y le proporcionó un buen número de comisiones de obras en los años siguientes.
En los últimos años de la década de los 70 y primeros años 80 su nombre estuvo asociado con el movimiento denominado Nueva Simplicidad. En la actualidad, sus trabajos continúan explorando el terreno expresionista, si bien la influencia de Luigi Nono, Helmut Lachenmann y Morton Feldman, entre otros, ha afectado significativamente su estilo.
Rihm es un compositor extremadamente prolífico, con cientos de composiciones, la mayor parte de las cuales aún no ha sido grabada comercialmente. Nunca considera una obra finalizada como la última palabra de una línea de trabajo musical— a modo de ejemplo, su obra orquestal Ins Offene... (1990) fue reescrita completamente en 1992 y posteriormente usada como base para su concierto para piano Sphere (1994), antes de que la parte de piano de Sphere fuese retomada a su vez para la obra para piano solo Nachstudie (también de 1994).
Otros trabajos importantes de este autor incluyen doce cuartetos de cuerdas, las óperas Die Hamletmaschine (1983-1986, con textos de Heiner Müller) y Die Eroberung von Mexico (1987-1991, basada en textos de Antonin Artaud), más de veinte ciclos de canciones, el oratorio Deus Passus (1996), la pieza para orquesta de cámara Jagden und Formen (1995-2001) y una serie de trabajos orquestales publicados bajo el título Vers une symphonie fleuve.
Rihm ostenta en la actualidad el cargo de Jefe del Instituto de Música Moderna del Conservatorio de Karlsruhe y ha sido compositor residente de los festivales de Lucerna y Salzburgo.
En el marco del Festival de Salzburgo 2010 se estrenó su ópera Dionysus.
Fue nombrado «Officier dans l’Ordre des Arts et des Lettres» por Francia en 2001.

## Influencias, prácticas y estilo
Como compositor, Rihm representa una estética que representa la necesidad subjetiva de la expresión en el centro. Los modelos en este sentido eran para él, Hans Werner Henze, más tarde Karlheinz Stockhausen y más tarde Luigi Nono. Por otra parte, los textos literarios que proporcionan impulsos significativos para él son: la poesía de Paul Celan, la filosofía de Friedrich Nietzsche, los escritos teatrales de Antonin Artaud y Heiner Müller. James Joyce con la idea de un "trabajo en curso", fórmula que ha afectado lo que a él le gusta , que es mirar sus piezas como una cosa temporal ("pruebas"), que - por extensión, suplemento, Tropierung, trabajo en red y la interacción del material una vez desarrollado - otra manera de continuar puede ser corregir o poner algún suplemento. Rihm utiliza esto como metáforas de las artes visuales, habla de "pintar sobre" la escultura: "Tengo la idea de un bloque importante de la música, que está en mí. Cada composición es también una parte de él, así como tallado en él. Fisonomía." 
Los procedimientos comparables existen, entre otras cosas en las obras de Pierre Boulez (esto habla de "derivados" y "proliferación"). 1973 Rihm aprende del pintor austríaco Kurt Kocherscheidt sabe de manera abierta, de manera radical del dibujo que habla con él directamente. También influenciado lo tienen los jóvenes artistas de la Academia de Bellas Artes de Karlsruhe, que ha enseñado desde la década de 1970 y debe ser uno de los representantes más importantes de la pintura alemana de los años 1980 posteriores, incluyendo Markus Lüpertz, Georg Baselitz y Per Kirkeby.
Estilísticamente puede haber tres períodos en la obra de Rihm, y se distinguen: Sus primeras piezas que se basan en una tradición que se extiende desde los finales de los trabajos instrumentales de Beethoven hacia Schoenberg, Berg y Webern. Debido a su subjetividad dedicada a la música de Rihm es cuando se empieza a hablar de la llamada Nueva Simplicidad que se le atribuye. Desde la década de 1980, una expresión lacónica escasa de estilo evolucionó; los sonidos se interpretan como un signo ("cifrados"), en el sentido de una nueva exploración de una semántica musical. Desde la década de 1990, con el tiempo estos dos elementos aparecen puntualmente como tesis y antítesis; busca simultáneamente Rihm las posibilidades de síntesis. El aumento de la concisión de la formulación musical y crea estructuras de gran virtuosismo.

## Composiciones
Además de las numerosas composiciones para conjuntos más pequeños y tres sinfonías que escribió en obras de teatro. Desde su primera ópera de cámara Fausto y Yorick (1976; con un libreto de Frithjof Haas basado en la obra homónima de Jean Tardieu). Entre 1983 y 1986 compuso, Máquina Hamlet , una pieza de teatro musical en cinco partes con un libreto basado en la obra homónima y en 1987 Edipo con textos de Sófocles. En 1992 trajo la Ópera Estatal de Hamburgo, la conquista de México por él al escenario. Proserpina (2009), basada en la obra homónima de Johann Wolfgang von Goethe en el Schwetzingen teatro del palacio, que Nietzsche phantasying ópera Dionysos (2010; Salzburgo, Berlín, Ámsterdam) y una el Concierto para trompa (2013-2014) son su reciente gran trabajo.

## Textos
libros
- Wolfgang Rihm: Pronunciadas. Escritos y discusiones. 2 volúmenes, ed. por Ulrich Mosch. Amadeus Verlag, 1997. Winterthur Schott Verlag, Maguncia 1998 ISBN 3-7957-0395-6.
- Wolfgang Rihm, Reinhold Brinkmann: que la música. Con brio Verlag, 2001a Ratisbona
- Wolfgang Rihm: extremos abiertos. Hanser Verlag, Múnich y Viena de 2002.

letras individuales
- Wolfgang Rihm: laudation para Pierre Boulez. En: Música Conceptos 89/90. Ed. Por Heinz-Klaus Metzger y Rainer Riehn. S. 7-15, ISBN 3-88377-506-1.

## Exposiciones
- 2012 objetos de tiempo. Wolfgang Rihm, Städtische Galerie Karlsruhe en el marco del Festival Cultural Europea 2012 música construye Europa

## Honores
- Premio 1974 Composición de la ciudad de Stuttgart (por Morphonie junto con Horst Lohse, Ulrich Stranz y Manfred Trojahn)
- 1976 Premio de la Ciudad de Mannheim (junto con Martin Christoph Redel)
- 1978 Premio de Arte de Berlín Beca; Premio de Música Kranichstein; Premio a Reinhold Schneider Premio de la Ciudad de Friburgo
- 1979 Beca de la Ciudad de Hamburgo
- 1979-1980 beca de la Villa Massimo en Roma
- 1981 Premio Beethoven de la Ciudad de Bonn
- 1983 beca de la Cité Internationale des Arts de París
- 1986 Liebermann Rolf premio (por La Máquina Hamlet)
- 1989 Orden del Mérito
- 1991 orador principal en la apertura del Festival de Salzburgo; Premio de Música de la ciudad de Duisburg; Miembro de la Academia Bávara de Bellas Artes, la Academia de las Artes (Berlín) y la Academia Libre de Arte Mannheim
- 1996 Miembro de la Academia Alemana de la Lengua y la Literatura en Darmstadt; Precio de Christoph Stephan y Fundación Kaske (junto con sus alumnos)
- 1997 Premio de Composición Musical de la Fundación Príncipe Pierre de Mónaco; Compositor en Residencia en el Festival Internacional de Música de Lucerna y en la Filarmónica de Berlín
- 1998 Premio Jacob Burckhardt de la Johann Wolfgang von Goethe Fundación de Basilea; doctorado honorario de la Universidad Libre de Berlín
- 1999 premio de compositor de la Ciudad Libre y Hanseática de Hamburgo
- 2000 Premio de la Música Filarmónica Real Sociedad (para la caza y formas); Miembro de la Academia Libre de Arte de Hamburgo; Senador Honorario de la Hochschule für Musik "Hanns Eisler"; Compositor en residencia en el Festival de Salzburgo y el Festival de Música de Estrasburgo
- 2001 Officier dans l'Orden de las Artes y las Letras
- 2003 Premio Ernst von Siemens (otorgado el 22 de mayo en Múnich Cuvilliés Teatro)
- 2003 (7 de noviembre) entrada en el Libro de Oro de la ciudad de Karlsruhe
- 2004 (8 de mayo) Medalla al Mérito del Estado de Baden-Württemberg
- 2010 León de Oro (Bienal de Venecia)
- 2011 Gran Cruz del Mérito
- 2012 Pour le Mérite para las Ciencias y las Artes
- 2013 Capell-componedor la Staatskapelle Dresde
- 2014 Premio Robert Schumann para la poesía y la música de la Academia de Ciencias y Literatura de Maguncia
- 2014 Gran Cruz del Mérito con Estrella
- 2014 de Baviera Maximiliano Orden de Ciencia y Arte
- 2015 premio grawemeyer para la composición musical

## Literatura
Monografías, antologías
- Antonio Baldassarre (ed.): Contra la actualidad dictado - Wolfgang Rihm y Suiza. Para el 60 cumpleaños de Wolfgang Rihm. Hollitzer, Viena 2012, ISBN 978-3-99012-081-1.
- Joachim Brujas: cuartetos de cuerda de Wolfgang Rihm. Pavo real, Saarbrücken 2004 (con bibliografía).
- Nicolas Darbon: Wolfgang Rihm y la Nouvelle Simplicité. Éditions Millénaire III, 2008, ISBN 978-2-911906-17-6 .
- Wolfgang Hofer (ed.): Expresión - Acceso diferencias. El compositor Wolfgang Rihm. Simposio, 14 y 15 de septiembre de 2002 Alte Oper. Schott, Maguncia 2003 ISBN 3-7957-0483-9 (Edición Neue Zeitschrift für Musik).
- Beate Kutschke: pensamiento salvaje en la música contemporánea. La idea del fin de la historia con Theodor W. Adorno y Wolfgang Rihm. King & Neumann, 2002
- Dieter Rexroth (ed.): El compositor Wolfgang Rihm. Schott, Maguncia, 1985, ISBN 3-7957-2460-0.
- Ulrich Tadday (ed.): Conceptos de música: Sonderband Wolfgang Rihm (contribuciones de Josef Häusler, Jürg Stenzl, Nike Wagner, Siegfried Mauser, Killmayer, Ulrich Dibelius, Rudolf Frisius, Dieter Rexroth, Thomas Schäfer, Joachim Brujas, Reinhold Brinkmann, Ivanka Stoianova). Múnich 2004, ISBN 3-88377-782-X.
- Reinhold Urmetzer: Wolfgang Rihm Patricia Negro, Stuttgart 1988, ISBN 3-925911-18-9.

Los estudios individuales, ensayos
- Reinhold Brinkmann: A partir de tubos y máquinas de vapor de edad. Ensayos sobre la música de Beethoven a Rihm. Paul Zsolnay Verlag, Viena de 2006.
- Achim Heidenreich: El concepto de caos y la coincidencia en el que la música de Wolfgang Rihm En: Karl-Josef Müller (eds.): El caos y el azar Maguncia 1994, p 87-99.
- Ibid:. Un ritmo en la vida cotidiana. Wolfgang Rihm en Darmstadt. En: Rudolf Stephan, Lothar Knessl, Otto Tomek, Klaus Trapp, Christopher Fox (ed.): De Kranichstein el presente. 50 años Cursos de Verano de Darmstadt para la nueva música. Darmstadt 1996, p 487-493.
- Ulrich Mosch: El trabajo de Wolfgang Rihm en el contexto de la tradición musical. En: JP Hiekel et al. (Ed.): Música en escena. Schott Verlag, Maguncia 2006 (Publicaciones del Instituto para la nueva música y la educación musical de Darmstadt, 46), pp 111-125.

- Carole Nielinger-Vakil: Revoluciones tranquilas. Fragmentos de Hölderlin de Luigi Nono y Wolfgang Rihm. En: Música & Letters, Vol 81, 2 (2000), pp 245-274.
- Dorte Schmidt: Lenz en el teatro musical contemporáneo. Ópera literaria como un proyecto de composición de Bernd Alois Zimmermann, Friedrich Goldmann, Wolfgang Rihm y Michèle Reverdy. Metzler, Stuttgart y Weimar 1997 ISBN 3-476-00932-7.
- Alastair Williams: Voces del Otro. drama musical de Wolfgang Rihm "La conquista de México". En: Revista de la Asociación Real Musical, 129, 2 (2004), pp 240-271.

## Estudiantes
- Helmut Bieler-Wendt (* 1956)
- Sabine Schäfer (nacido en 1957)
- Peter Manfred Wolf (* 1958)
- Andreas Green (* 1960)
- Cristiano Henking (* 1961)
- Martin Münch (* 1961)
- Stefan Bartling (* 1963)
- Andrea Csollany (* 1964)
- Andreas Raseghi (* 1964)
- Thorsten Topp (* 1965)
- Dietrich Eichmann (* 1966)
- Markus Hechtle (* 1967)
- Rebecca Saunders (1967)
- Thomas Heinisch (* 1968)
- Boris Yoffe (* 1968)
- Matthias Ockert (* 1970)
- Daniel N. Seel (* 1970)
- Ene Kopp Un (* 1971)
- Andrea Lorenzo Scartazzini (* 1971)
- Vykintas Baltakas (* 1972)
- Kateřina Růžičková (* 1972)
- Anton Safronov (* 1972)
- Carl Christian Bettendorf (* 1973)
- Edad Hirv (* 1973)
- Julian Klein (* 1973)
- Jörg Widmann (* 1973)
- David Philip Hefti (* 1975)
- Márton Illés (* 1975)
- Heera Kim (* 1976)
- Stefan Pohlit (* 1976)
- Demir Durukan
- Johannes Motschmann (* 1978)
- Patrick Sutardjo (* 1978)
- Vito Žuraj (* 1979)
- Dohun Lee (* 1979)
- Enero Masanetz (* 1979)
- Abedul Bertels Meier (* 1981)
- Estilos Lucas (* 1982)
- Jagoda Szmytka (* 1982)
- Günay Mirzayeva (* 1985)
- Nico Sauer (* 1986)
- Chenkang Ni (* 1988)
- Viviane Waschbusch (* 1989)

## Obras

### Óperas
- Faust und Yorick (1977)
- Jakob Lenz (1979)
- Die Hamletmaschine (1987)
- Oedipus (1987)
- Die Eroberung von Mexico (1992)
- Séraphin (1996)
- Das Gehege (2006)
- Proserpina (2008)
- Dionysos
- Eine Strasse, Lucile

### Orquesta
- Form / 2 Formen (2nd state)
- Gejagte Form (1st version)
- Gejagte Form (2nd version)
- IN-SCHRIFT (1995)
- Jagden und Formen
- Jagden und Formen (state 2008)
- Symphonie n.º 1 op. 3
- Symphonie n.º 2 (first and last movement)
- Vers une symphonie fleuve I–IV
- IN-SCHRIFT 2 (2013); winner of the 2015 Grawemeyer Award in Music Composition[7]

### Conciertos
- Violín
  - Gesungene Zeit
  - Lichtes Spiel
  - COLL'ARCO
- Viola
  - Bratschenkonzert
  - Bratschenkonzert n.º 2
- Violonchelo
  - Konzert in einem Satz
  - Monodram
  - Styx und Lethe
- Cuarteto de cuerda
  - ”CONCERTO”
- Clarinete
  - Musik für Klarinette und Orchester
- Oboe
  - Musik für Oboe und Orchester
- Fagot
  - Psalmus
- Trompeta
  - Gebild
  - Marsyas, Rhapsodie für Trompete mit Schlagzeug und Orchester
- Trombón
  - Canzona per sonare
- Piano
  - Sphere
- Arpa
  - Die Stücke des Sängers
- Órgano
  - Unbenannt IV

### Cuartetos de cuerda
- Grave
- Quartettstudie
- Streichquartett n.º 1–13

### Voz

#### Voz y orquesta
- 5 Abgesangsszenen
- Drei späte Gedichte von Heiner Müller
- Ernster Gesang mit Lied
- Frau / Stimme
- Hölderlin-Fragmente
- Lenz-Fragmente
- Penthesilea Monolog
- Rilke: Vier Gedichte

#### Voz y piano
- Gesänge, Op. 1 (1968–71)
  - Untergang (Georg Trakl)
  - Geistliche Dämmerung (Trakl)
  - Hälfte des Lebens (Friedrich Hölderlin)
  - Hochsommerbann (Oskar Loerke)
  - Abend (August Stramm)
  - Patrouille (Stramm)
  - Kriegsgrab (Stramm)
  - Sturmangriff (Stramm)
  - Lied (Stefan George)
  - Frühling (Franz Büchler)
  - Verzweifelt (Stramm)
  - Robespierre (Georg Heym)
  - Vorfrühling (Reiner Maria Rilke)
- Vier Gedichte aus „Atemwende (Paul Celan) (1973)
- Alexanderlieder (1975/76) for Mezzosoprano, Baritone & 2 Pianos. (Ernst Herbeck)
- Hölderlin-Fragmente (1976/77) piano version
- Neue Alexanderlieder (1979) (Herbeck) for baritone
- Lenz-Fragmente (1980) for tenor
- Wölfli-Liederbuch (1980/81) bass-baritone & piano, with optional episodes for 2 bass drums (orch. versión 1982)
- Das Rot (Karoline von Gunderrode) (1990)
- Vier Gedichte von Peter Härtling (1993)
- Drei Gedichte von Monique Thoné (1997)
- Apokryph (1997) (deathbed words attributed to Georg Büchner
- Nebendraußen (1998) (Hermann Lenz)
- Ende der Handschrift. Elf späte Gedichte von Heiner Müller (1999)
- Rilke: 4 Gedichte (2000)
- Sechs Gedichte von Friedrich Nietzsche (2001)
- Lavant-Gesänge (2000–01). Fünf Gedichte von Christine Lavant
- Brentano-Phantasie (2002) (Clemens Brentano)
- Eins und doppelt (2004). Fünf Lieder aus dem Zwielicht, für Bariton und Klavier.
  - Abendempfindung (Arnim)
  - Gingo biloba (Goethe)
  - Dämmrung senkte sich von oben (Goethe)
  - Ausgang (Fontane)
  - Worte sind der Seele Bild (Goethe)
- Drei Hölderlin-Gedichte (2004)
- 2 Sprüche (2005) (Friedrich Schiller)
- Heine zu „Seraphine“ (2006). Sieben Gedichte von Heinrich Heine

### Coral
- Coro a capela
  - Sieben Passions-Texte
- Coro con orquesta o ensemble
  - Astralis
  - ET LUX
  - Vigilia

### Para instrumento solo
- Über die Linie (violonchelo)
- Über die Linie VII (violín)

### Piano solo
Auf einem anderen Blatt
- Brahmsliebewalzer
- Klavierstück n.° 1–7 1970–1980
- Ländler 1979
- Nachstudie
- Zwiesprache 1999

### Órgano
- Drei Fantasien